# Castelo Bavelaw
O Castelo Bavelaw (em língua inglesa Bavelaw Castle) é um castelo localizado em Edimburgo, Escócia.
O castelo foi protegido na categoria A do listed building, em 22 de janeiro de 1971.